# Árkay Aladár

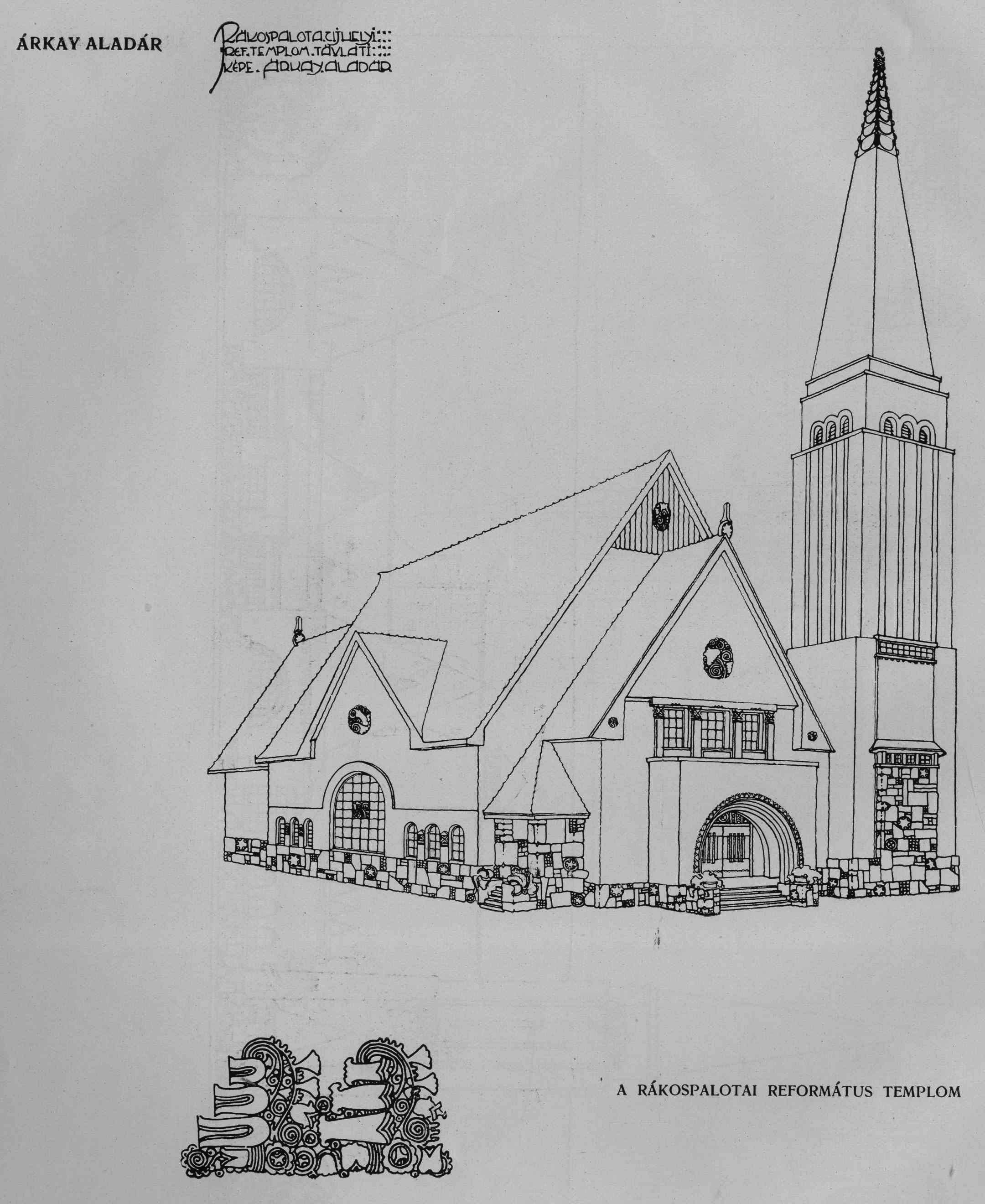
A rákospalotai templom terve

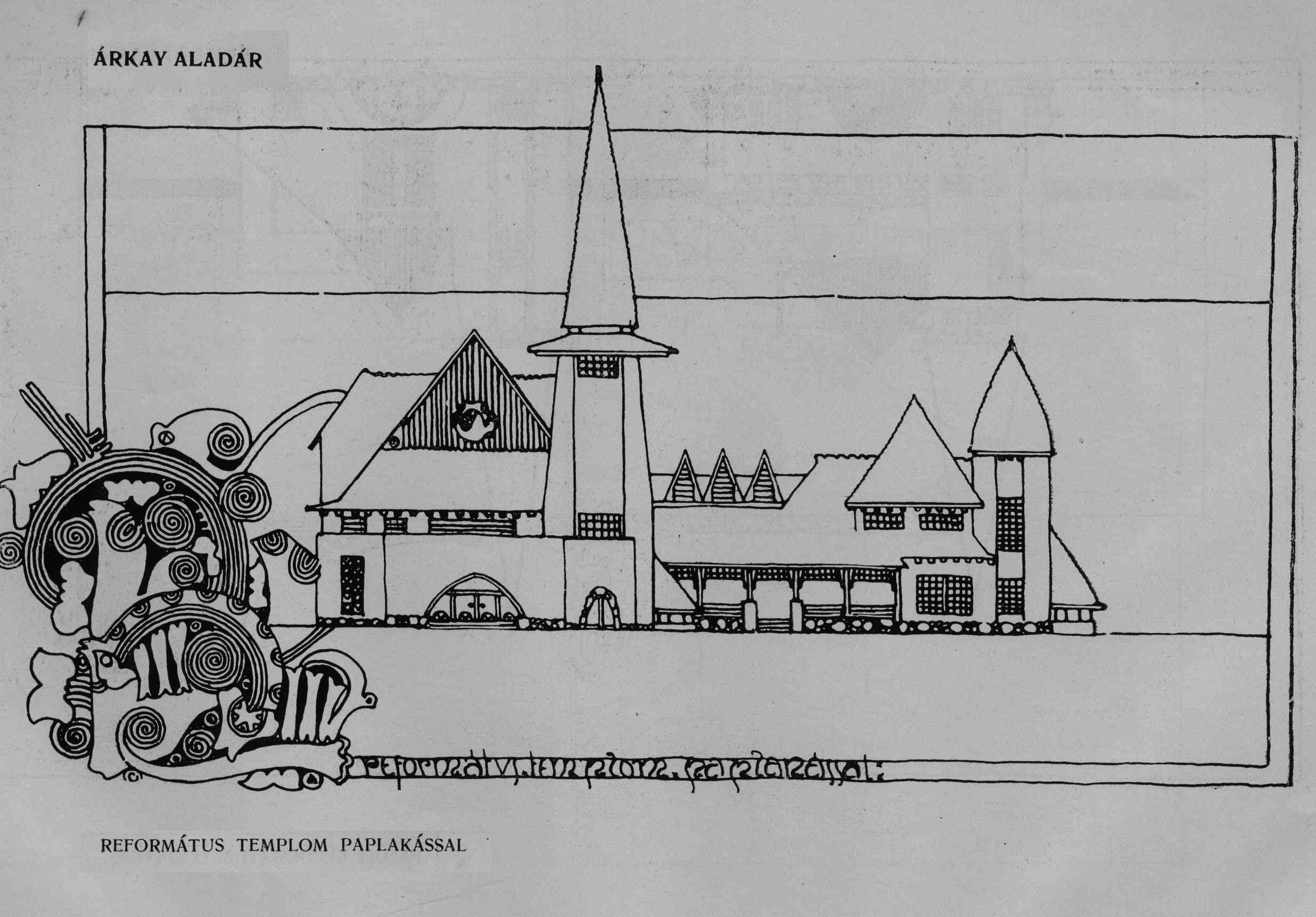
Református templom paplakással

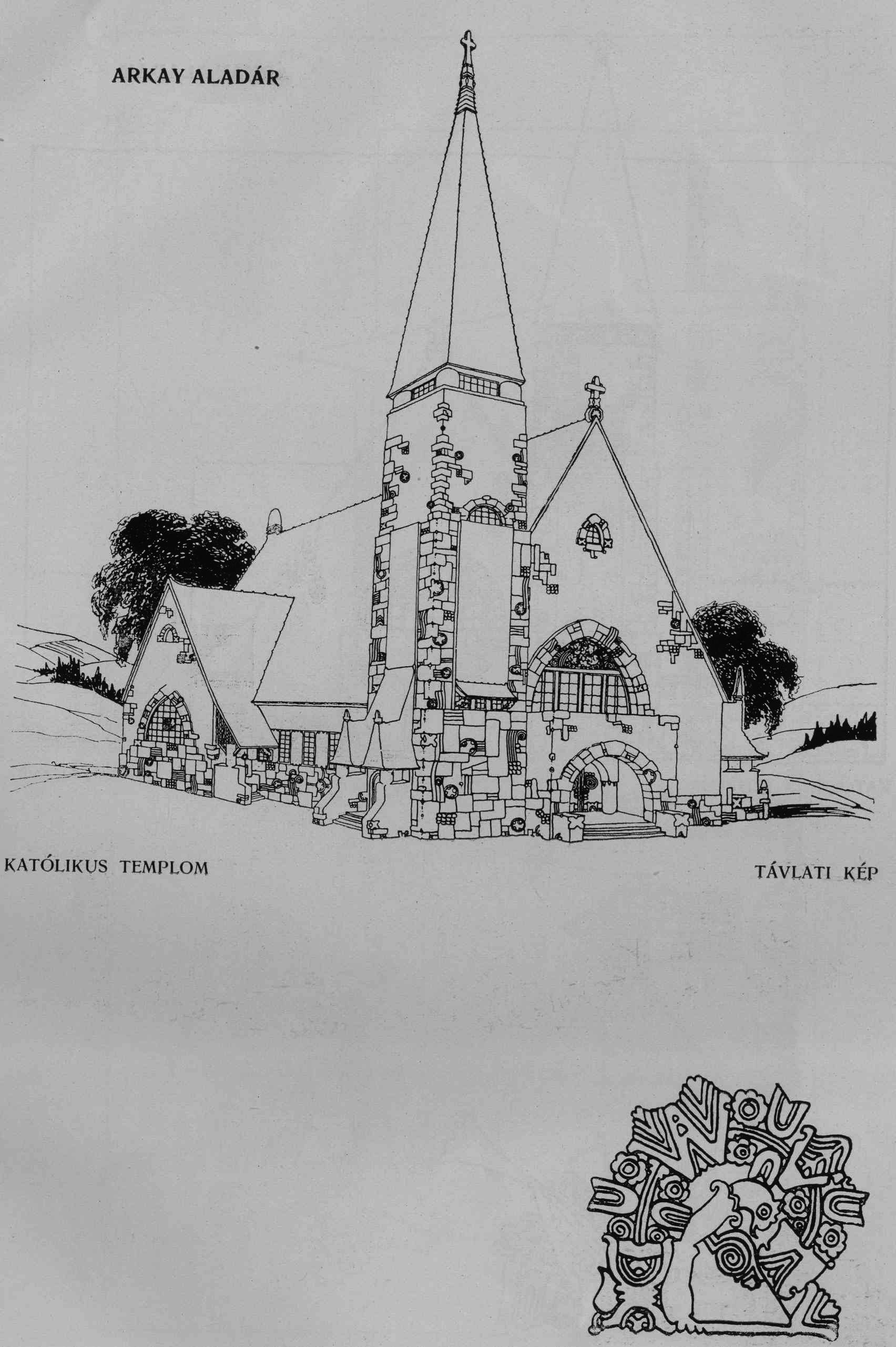
Katolikus templom terve

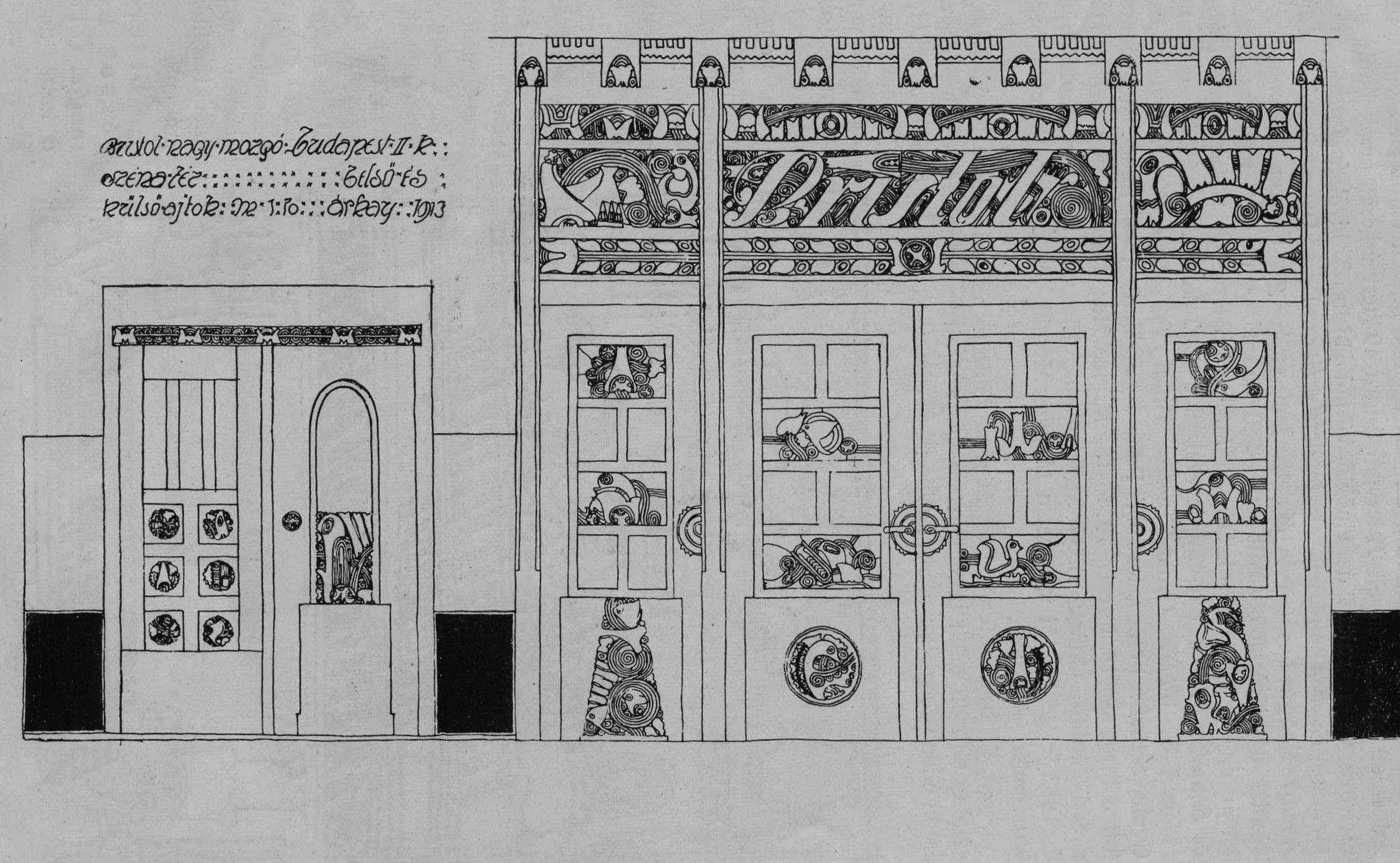
A szénatéri mozgóképszínház terve

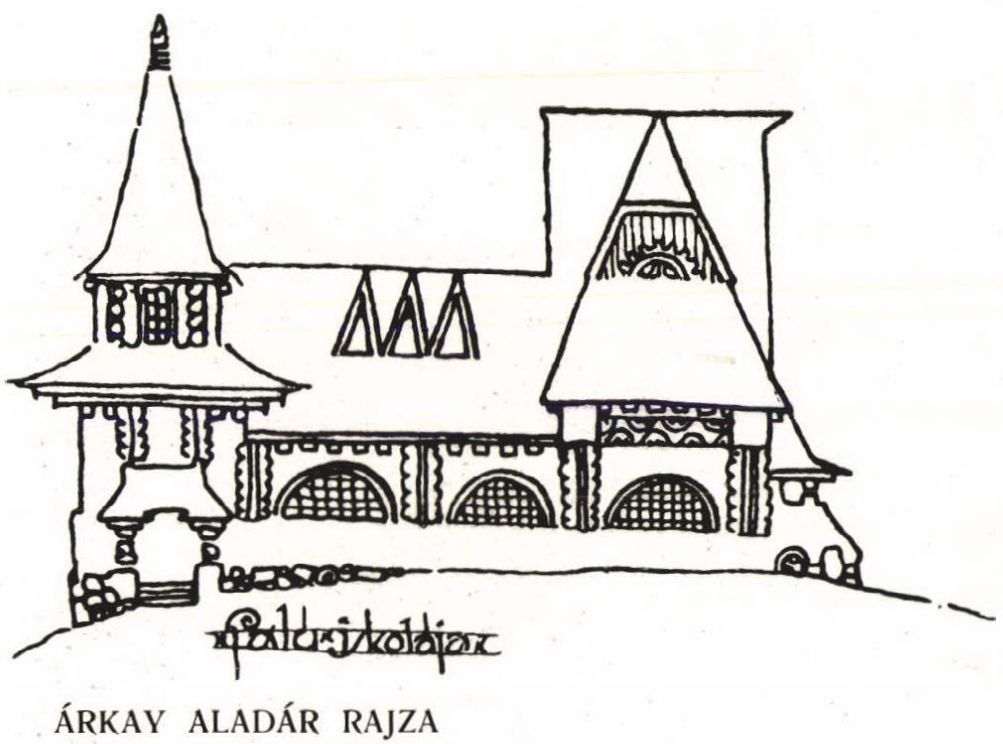
Családi ház vázlata

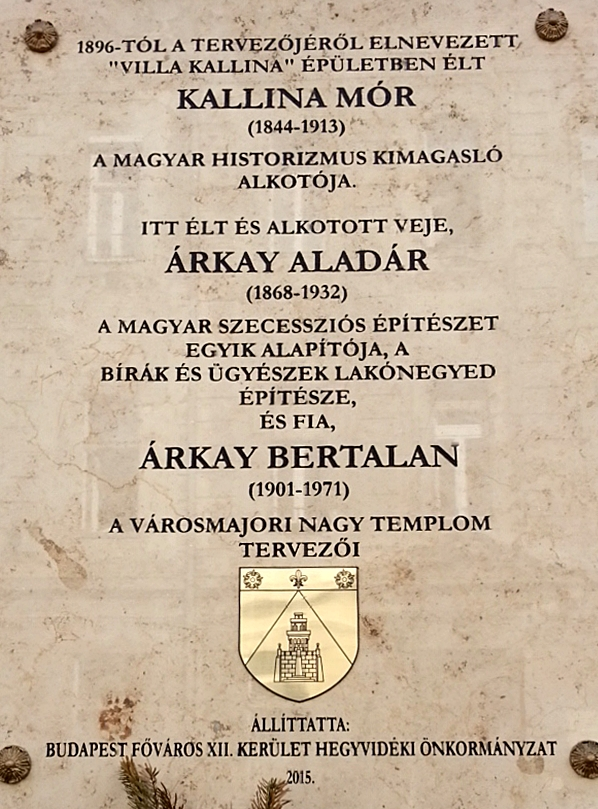
Emléktáblái:
XII. kerület Városmajor utca 54.

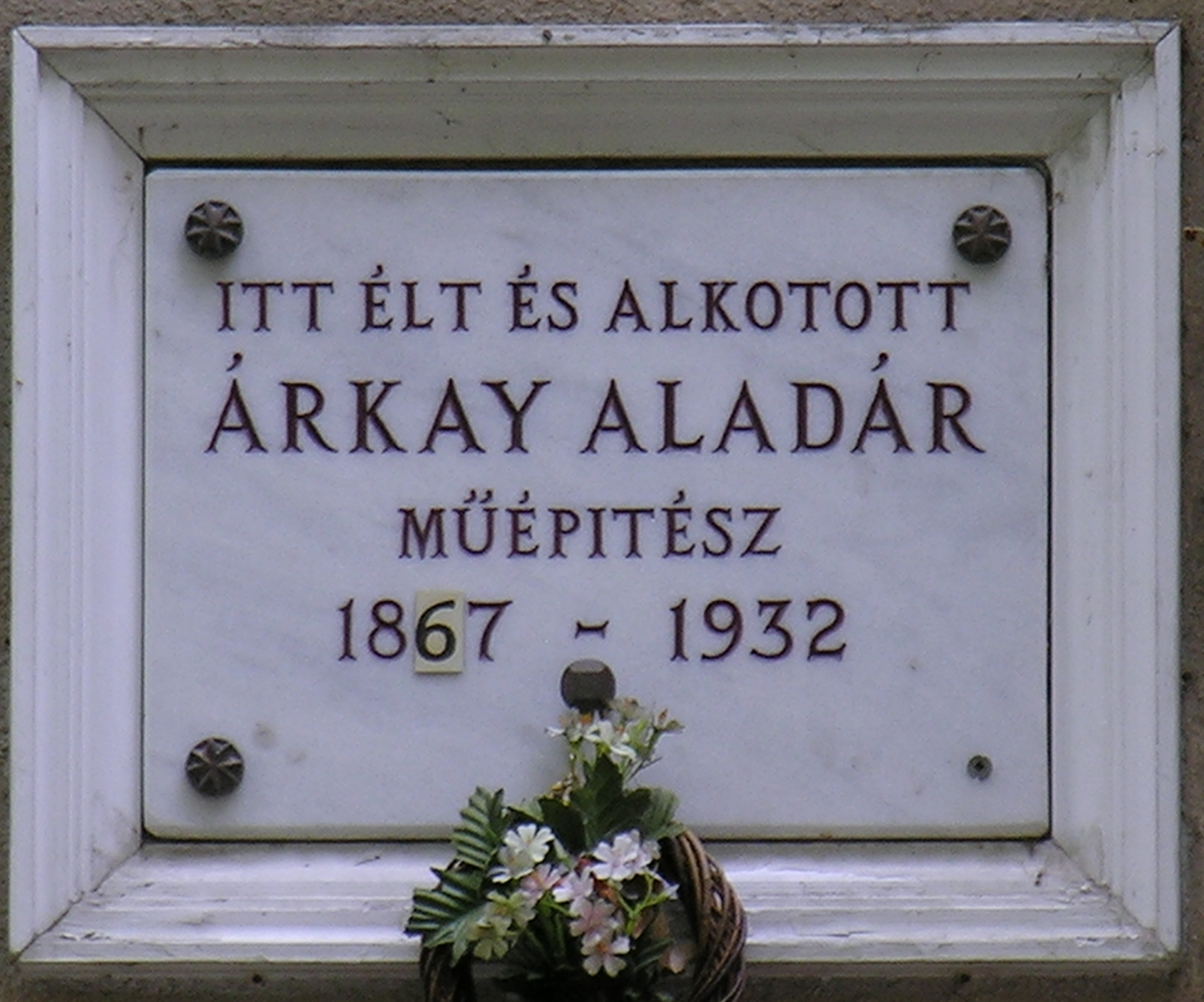

Árkay Aladár (Temesvár, 1868. február 1. – Budapest, 1932. február 2.) magyar műépítész, iparművész, festő; Árkay Sándor műlakatos fia, Árkay Bertalan építész apja. Műveinek nagy részére a népies stílus jellemző.

## Életpályája
Árkay Sándor kiváló műlakatos iparművész és Eiber Terézia fia. A család 1869-ben költözött Pest-Budára, ahol az apa a dualizmus korában újra felvirágzó hazai kovácsművészet egyik vezető képviselője lett. Számtalan épület kovácsoltvas díszei fűződnek nevéhez: a fővárosban többek között a New York-palotáé, a Nyugati pályaudvaré, a Dísz téri honvéd főparancsnokságé vagy a régi Erzsébet hídé."
Diplomáját a Műegyetemen szerezte. Rajzban Balló Ede volt az első mestere. Először a Fellner és Helmer cég irodájában, majd Hauszmann Alajos mellett a budavári királyi palota építkezésén dolgozott. Fiatalabb korában foglalkozott festészettel is. Később apósával, Kallina Mórral társult, akivel együtt építették – többek között – a budai Várban a Honvédelmi Főparancsnokságnak a második világháború alatt nagyrészt elpusztult épületét (1896), a Corvin téren a Budai Vigadót (1896–1897), valamint a Gellért-hegy oldalában az 1904–1905-ben megvalósult Szent Gellért-emlékművet.
Az eklektikától indult, de hamarosan hangadó építészévé vált a magyaros szecessziós törekvéseknek. Első jelentős épülete a Budapest VI. kerületében az Andrássy út – Hősök tere sarkán álló Babocsay-villa (a későbbi jugoszláv nagykövetség épülete) 1905-ben, melyet már a húszas években gyökeresen átépítettek, megfosztva eredeti jellegétől és díszeitől.
Fő művei közé sorolandó a népies stílusban épült Fasori református templom, a mai Városligeti fasor 7. sz. alatt.
Épületei szerkezetileg, formailag számos új elemet hordoztak. 1929-ben készült el a Győr-gyárvárosi római katolikus temploma, melyért 1930-ban megkapta a Kisfaludy Társaság Greguss-díját. 1929-ben részt vett a győri színház tervpályázatán, munkáját megvásárolták. 1930-ban a budapesti Erzsébet sugárút tervpályázatán első díjat nyert.
Közvetlenül halála előtt kezdte a budapesti városmajori római katolikus templom tervezését, amelyet fia, Árkay Bertalan építész fejezett be. Apa és fia együttes munkájából ma már nem lehet eldönteni, melyiké volt az alapkoncepció. Rimanóczy Gyula a felépült templomról írt méltatásában (Tér és Forma 1933/4-5.sz), azt állítja, hogy a terveket Árkay Aladár vázolta fel, de a közbejött halála miatt a kivitelezés fiára maradt.

## Munkái
- 1896–1899. Budai Vigadó. Budapest. I. Corvin-tér 8 (Kallina Mórral)[7]
- 1899. Szépművészeti Múzeum pályázat. III. díj
- 1899. Városi szökőkút pályázat. I. díj
- 1900. Szent Gellért emlékmű és emléklépcső pályázat. I. díj (Kallina Mórral)
- 1905–1906. Babocsay-villa. Budapest, VI. Dózsa György út 92/a (Aréna út)[8]
- 1906. Baróthy-ház. Budapest, XII. Városmajor utca 42
- 1907–1908. Épületbővítés. Budapest, XII. Városmajor utca 41 (Kallina Gézával)
- 1907. Zombor Függetlenségi Kőr pályázat. Megosztott I. díj (Kallina Mórral)[9]
- 1909. Kispest munkáslakás típusok pályázat. Megvétel (Kallina Gézával)
- 1911–1913. Fasori református templom. Budapest, VII. Városligeti fasor 7[10]
- 1910–1913. Bírák és Ügyészek lakónegyede. 37 családi ház, valamint az építtető Országos Bírói és Ügyészi Egyesület bérháza (Budapest, XII. Ráth György utca – Tóth Lőrinc utca – Istenhegyi út – Határőr utca)
- 1913. Bírói Egyesület Kollégiuma. Budapest, XII. Ráth György utca 24
- 1913. Nemzeti Színház pályázat[11]
- 1913. Bristol mozgóképszínház (terv). Budapest, II. Széna tér
- 1914. Budapest, VIII. Rezső téri emléktemplom pályázat. Megvétel
- 1916. Budapest Székesfővárosi krematórium pályázat. Megvétel
- 1917. Budapest, József fiúárvaház pályázat
- 1917. Budapest. Rákospalotai református templom pályázat[12]
- 1910–1913 körül Árkai Aladár családi háza Budapest, XII. Alma utcában
- 1922–1923. Városmajori Jézus Szíve-kistemplom. Budapest, XII. Csaba utca 5. (műemlék)
- 1923. Budapest Néprajzi Múzeum pályázat
- 1924–1925. A "Rákócziánum" kápolnája (Rózsadombi Krisztus Király-templom). Budapest, II. Keleti Károly utca 39
- 1925. Kőbányai lengyel nemzetiségi templom, Budapest, X. Óhegy u. 11
- 1926. Városháza. Mohács
- 1927. Családi ház. Budapest, II. Virág árok utca 11-13 (átalakítva és bővítve)
- 1928. Budapest, XVI. Rákosszentmihály – Sashalom. Református kultúrház (Csaba Rezsővel)
- 1928. Lakóház. Budapest, II. Pasaréti út 10
- 1928. Fővárosi Szeretet Otthon (ma: Bajcsy-Zsilinszky Kórház), Budapest, Maglódi út 89-91.[13]
- 1929. Győr. Gyárvárosi római katolikus templom (a Győri árugyári kolónia /1917/ központjában épült fel)
- 1929. Győr. Városi színház tervpályázat (megvétel)[14]
- 1929. A kőbányai lengyel kolónia Óhegy utcai temploma
- 1929–1940. Mohácsi fogadalmi templom (Fiával, Árkay Bertalannal együtt. Halála után fia fejezte be.)
- 1931. Szent Cirill és Szent Metód bolgár pravoszláv templom
- 1931–1933. Városmajori Jézus Szíve-plébániatemplom (Fiával, Árkay Bertalannal együtt. Halála után fia fejezte be. A harangtorony 1937-ben épült.)

## Források

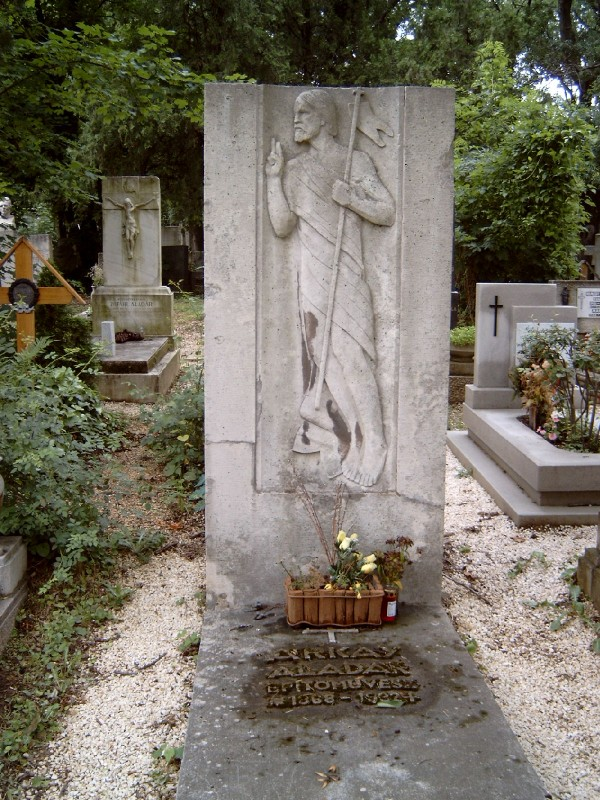
Árkay Aladár sírja. Farkasréti temető: 33/3-1-13. Pátzay Pál szobrász alkotása.

## További információk

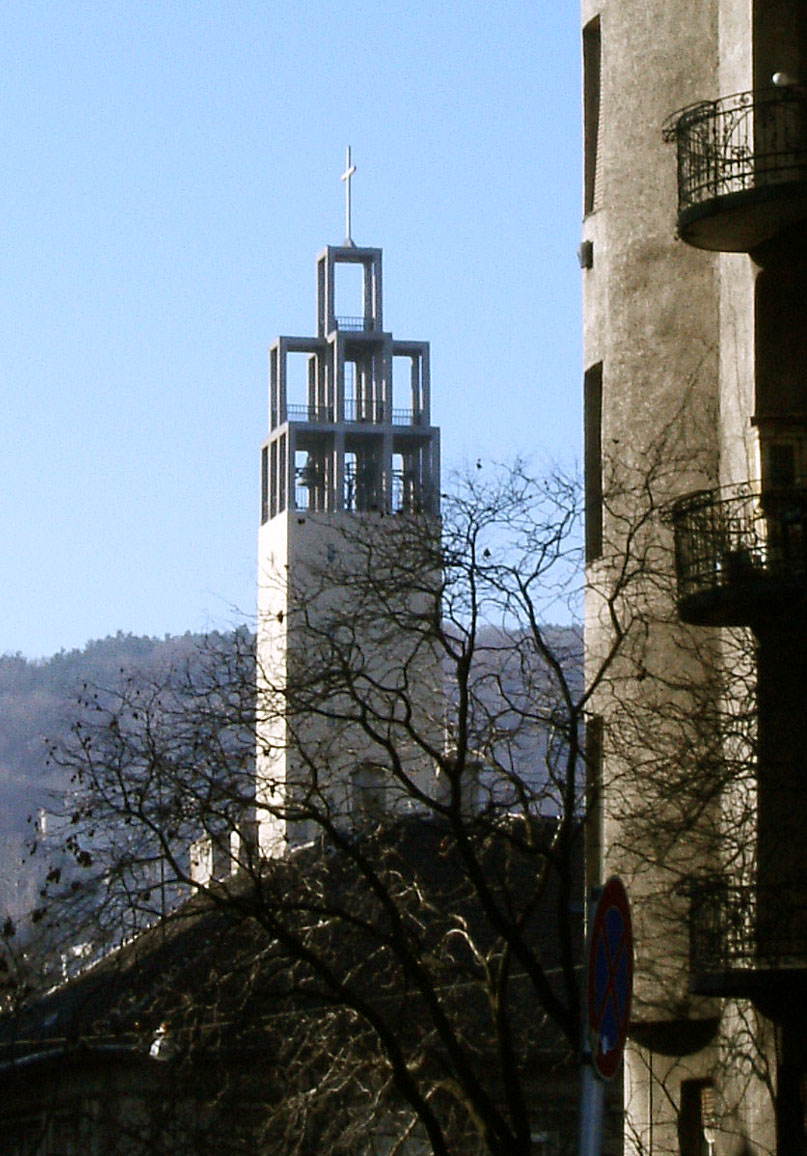
Városmajori plébánia tornya 1937

## Képgaléria

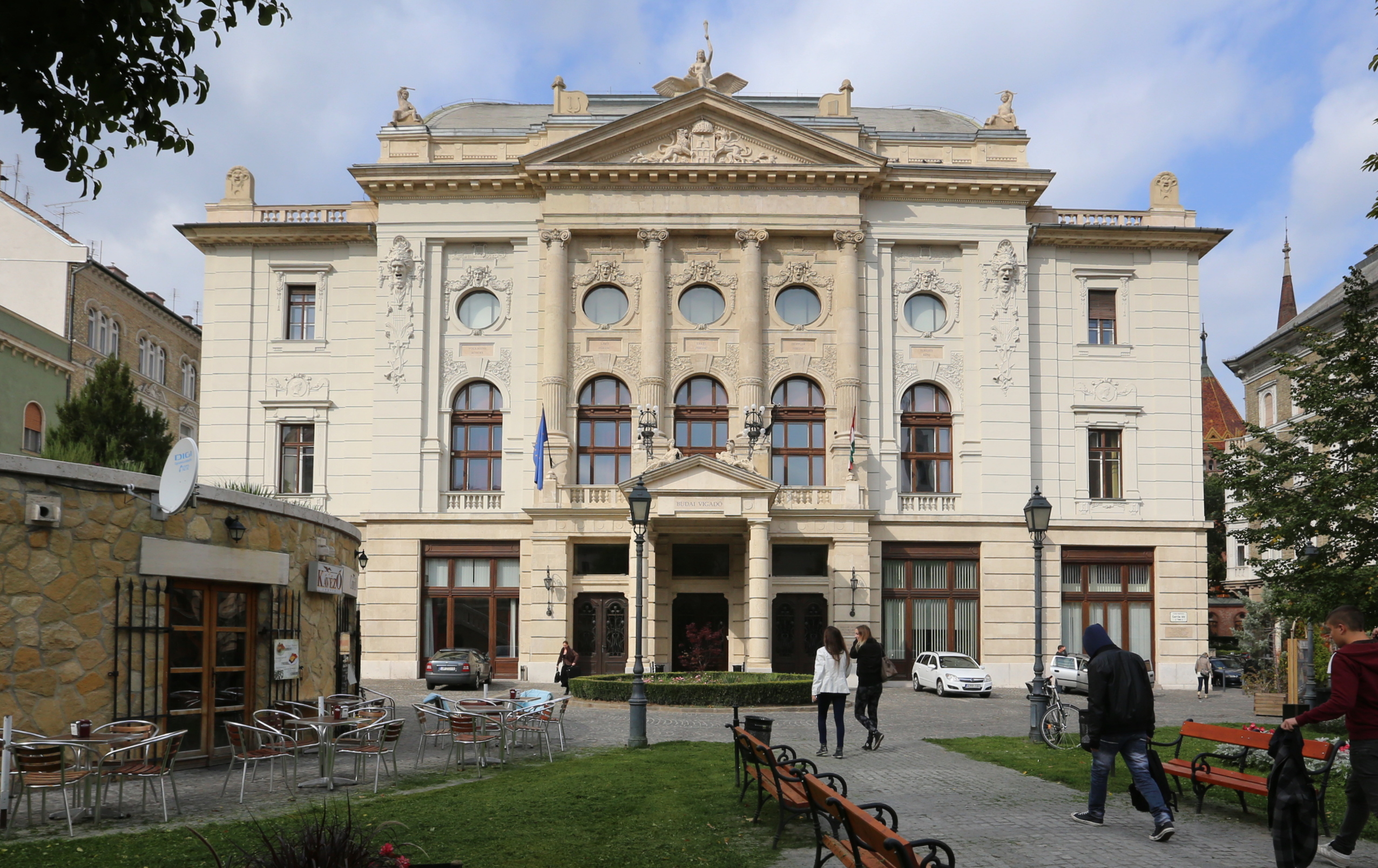
Budai Vigadó. Bp. I. Corvin tér 8. 1896–1899
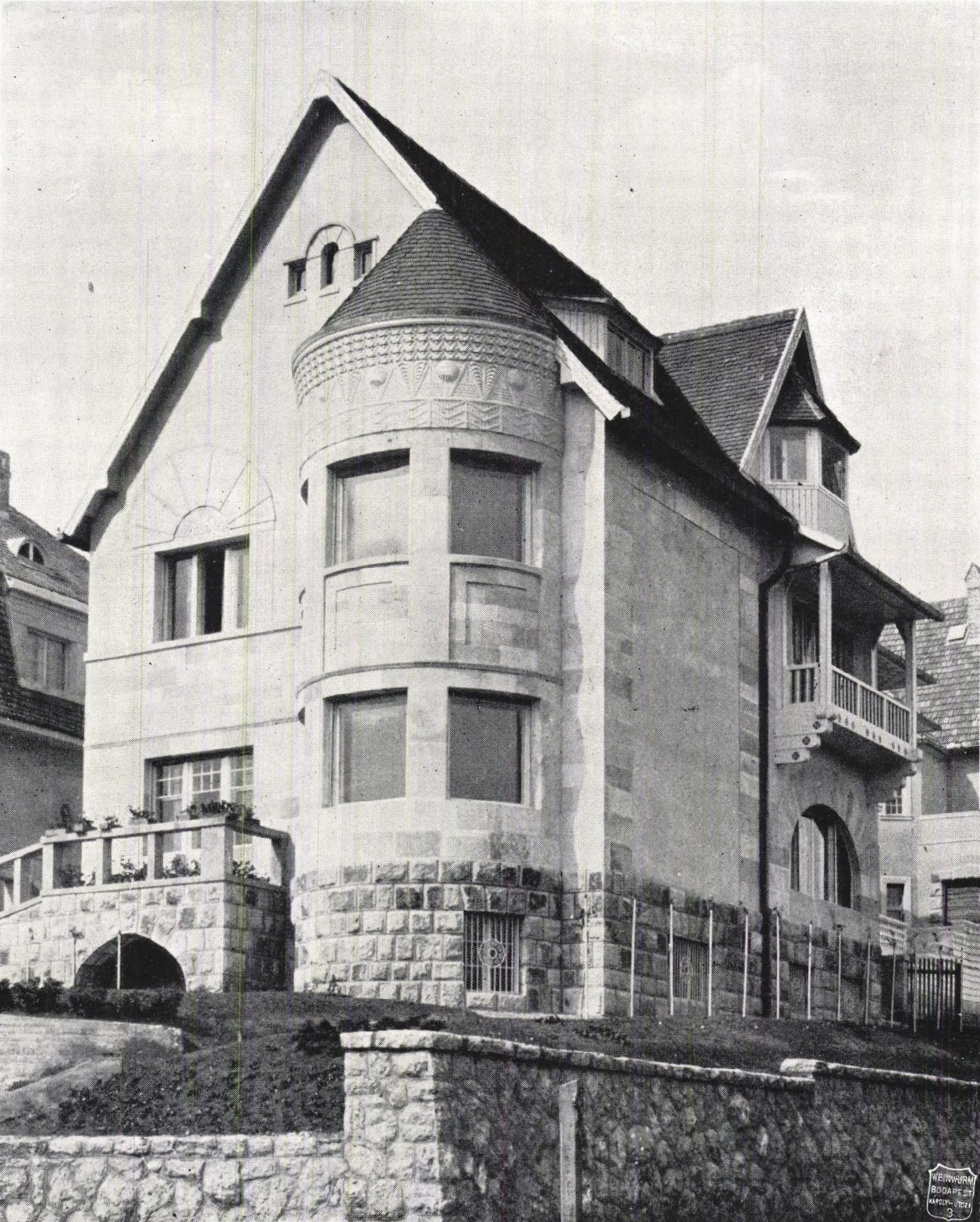
Bírák és Ügyészek telepe Budán 1910-13
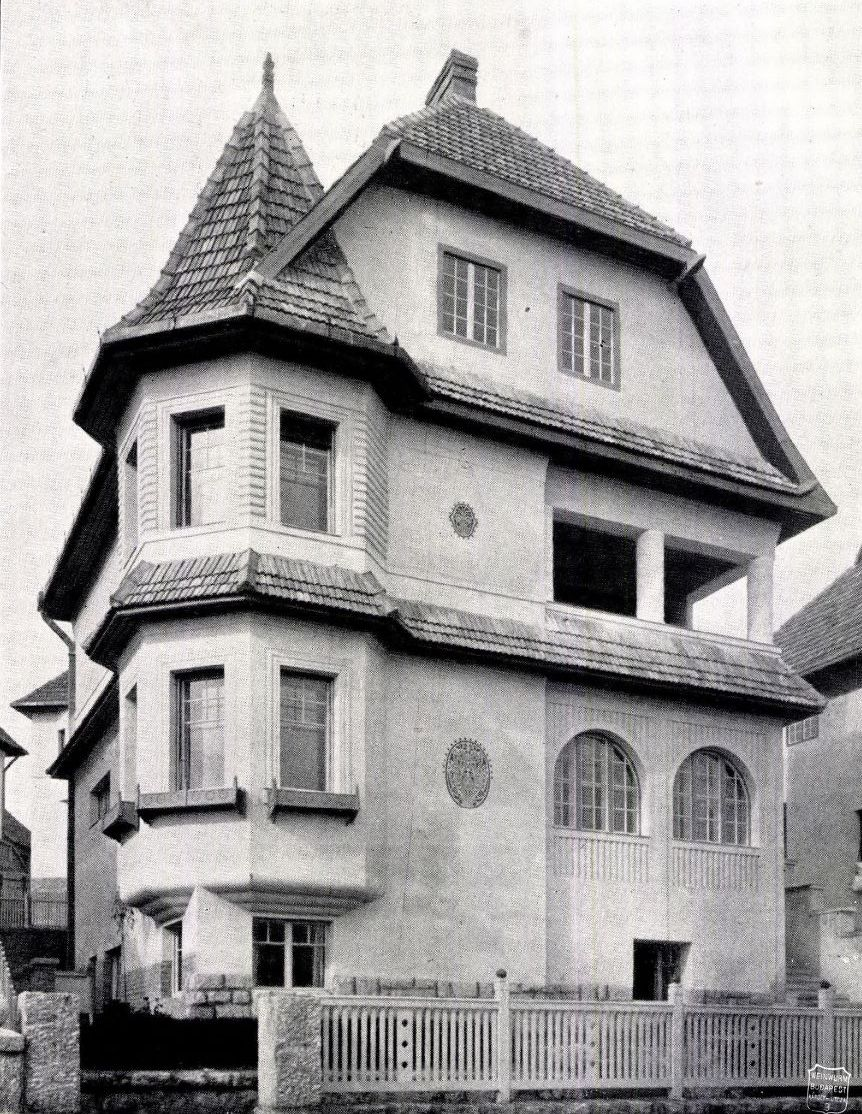
Bírák és Ügyészek telepe Budán 1910-13
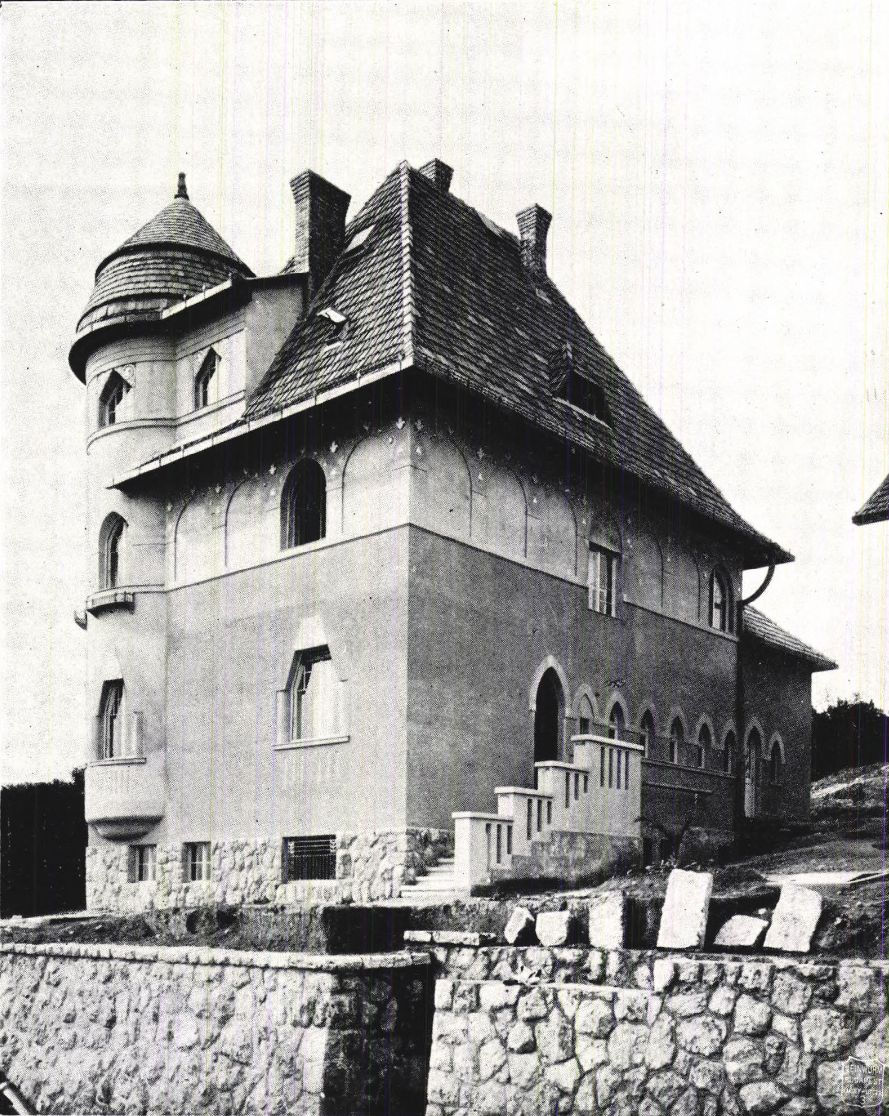
Bírák és Ügyészek telepe Budán 1910-13
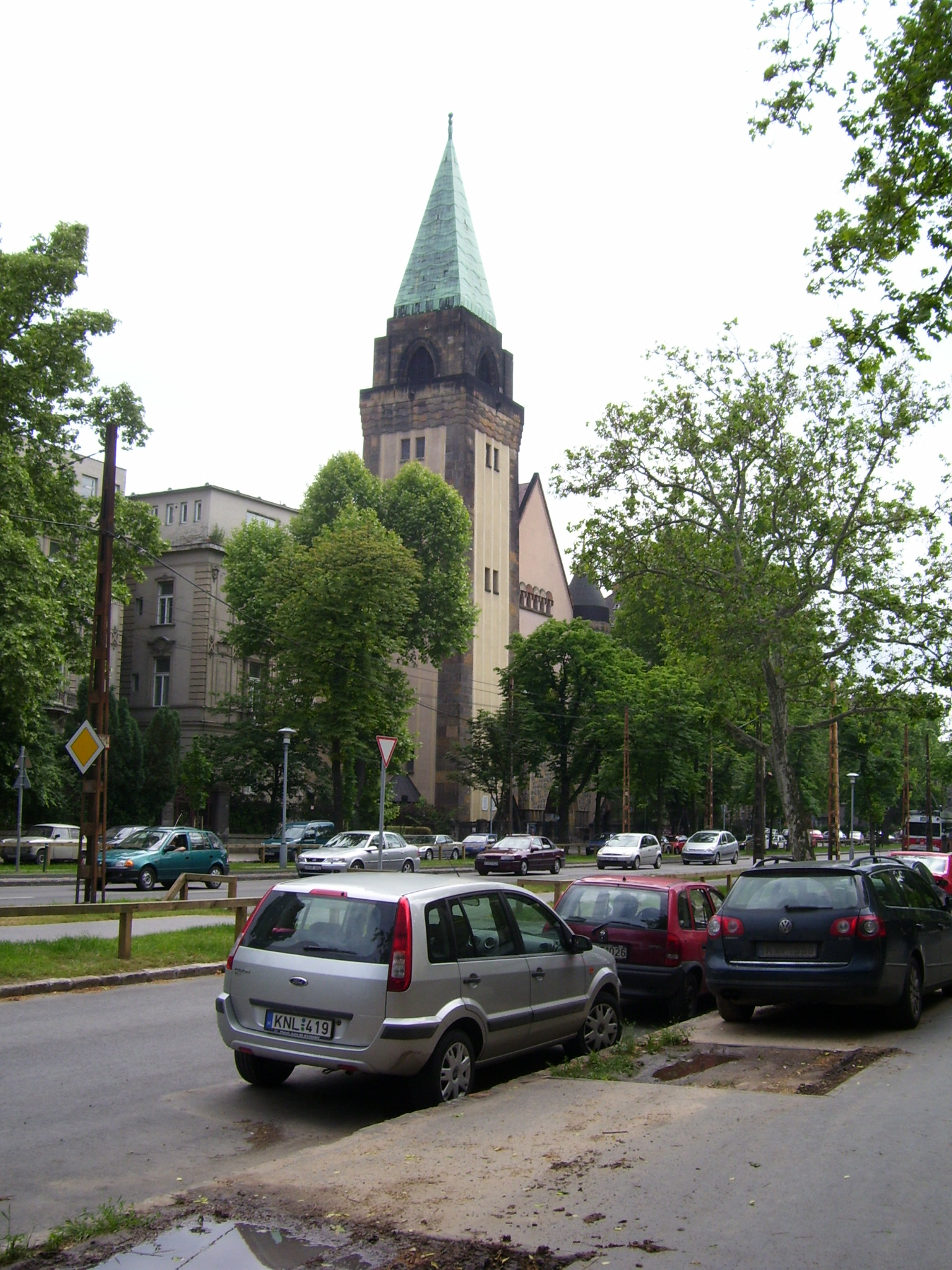
Fasori református templom 1911-13
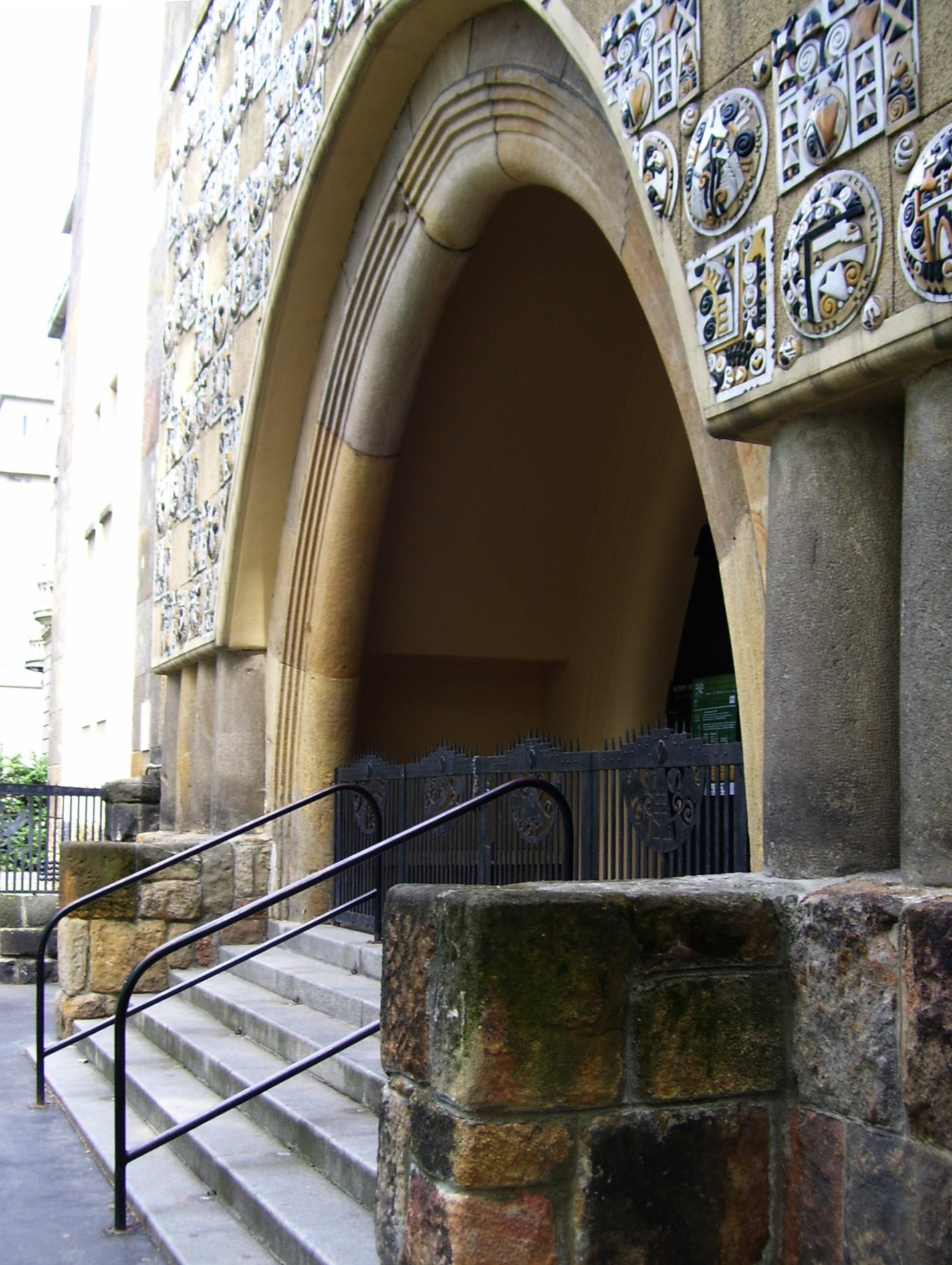
Fasori református templom bejárata
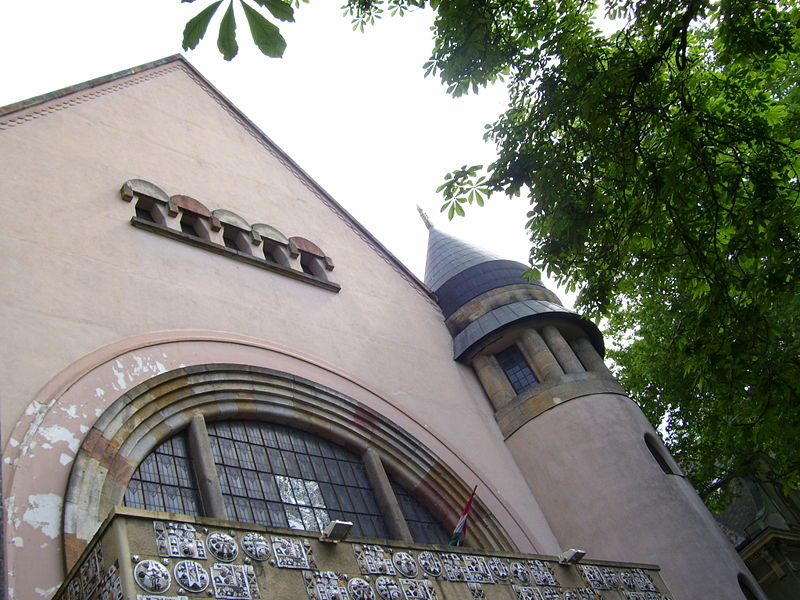
Fasori református templom részlet
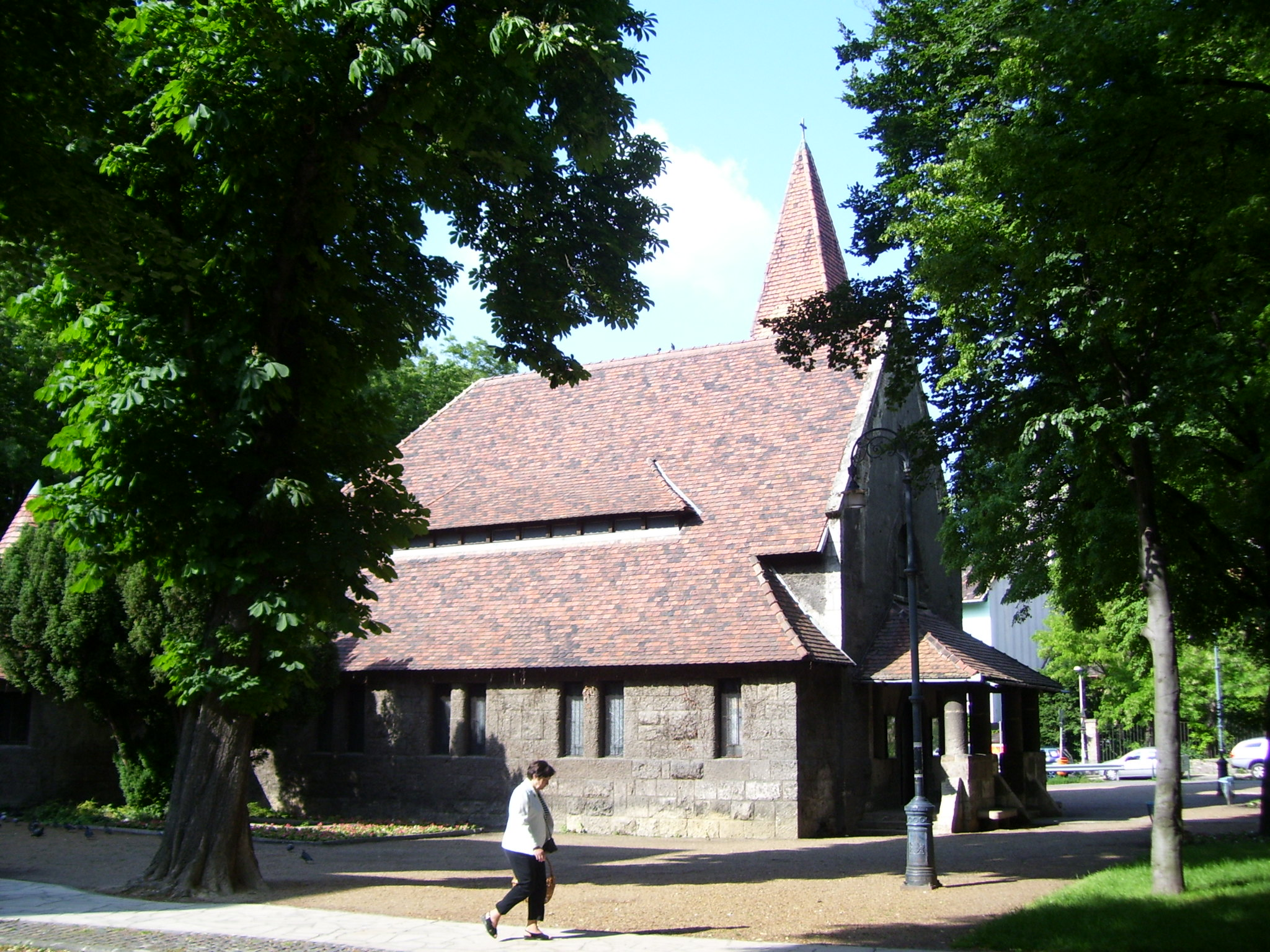
Városmajori kistemplom 1922-23
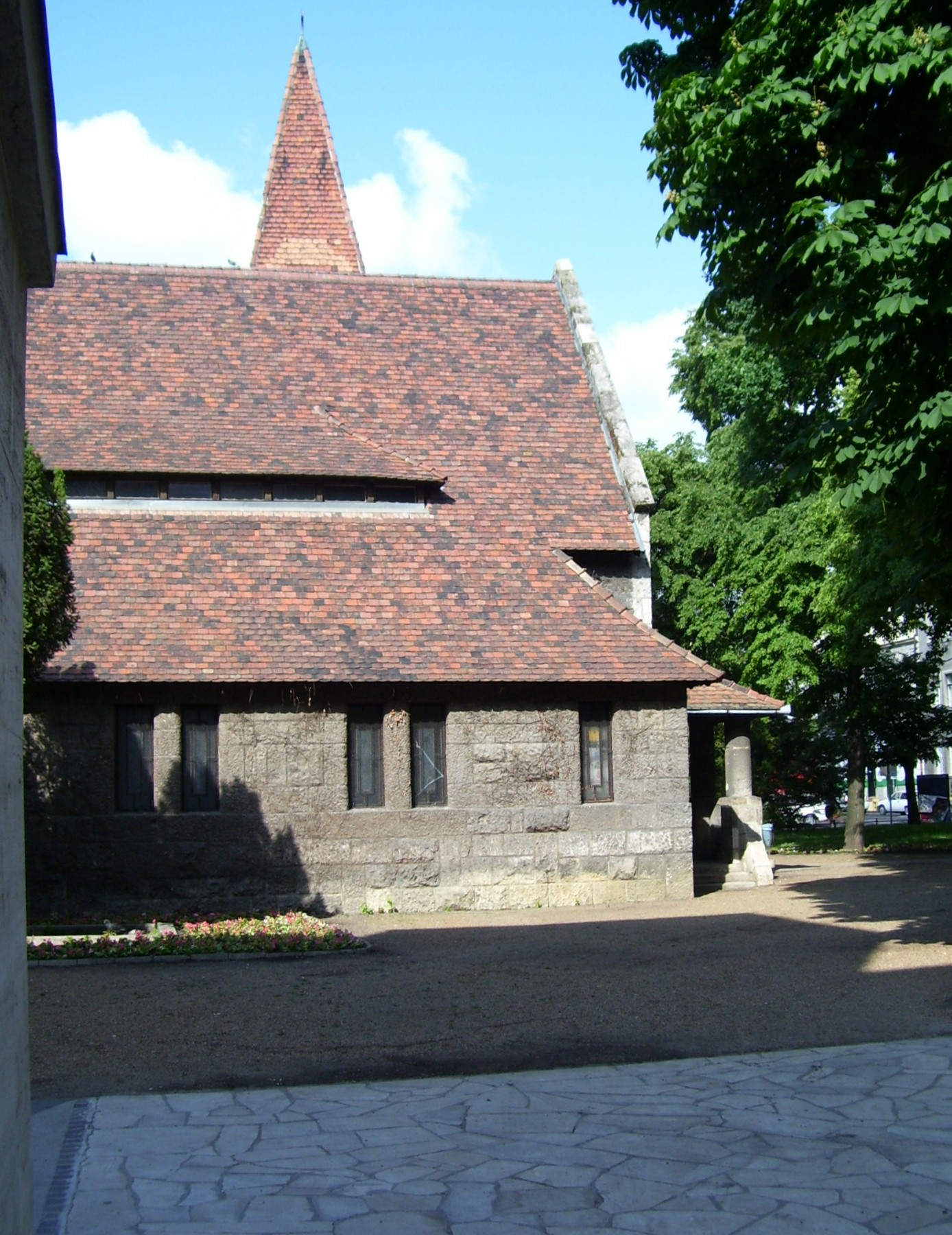
Városmajori kistemplom 1922-23
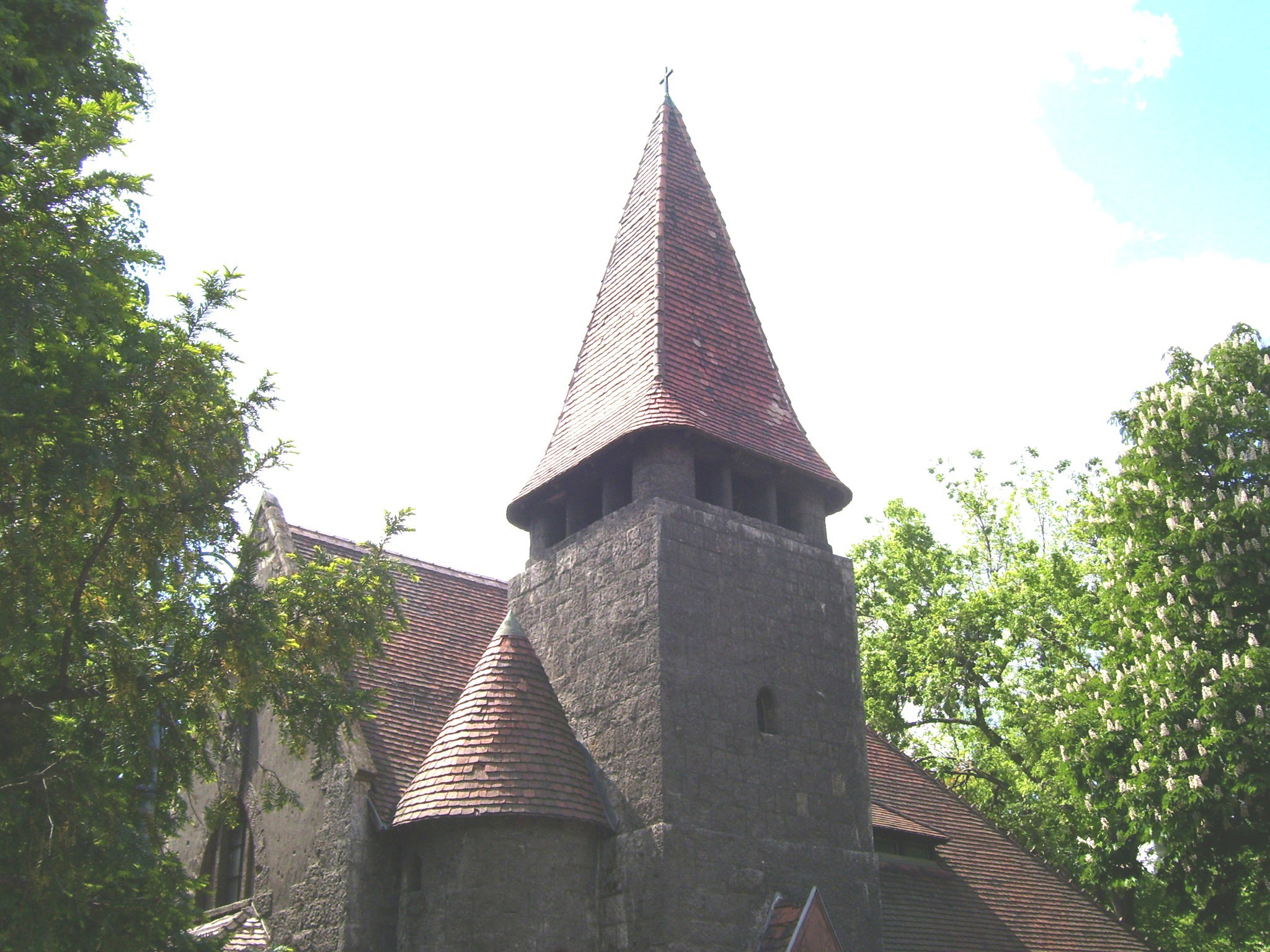
Városmajori kistemplom 1922-23
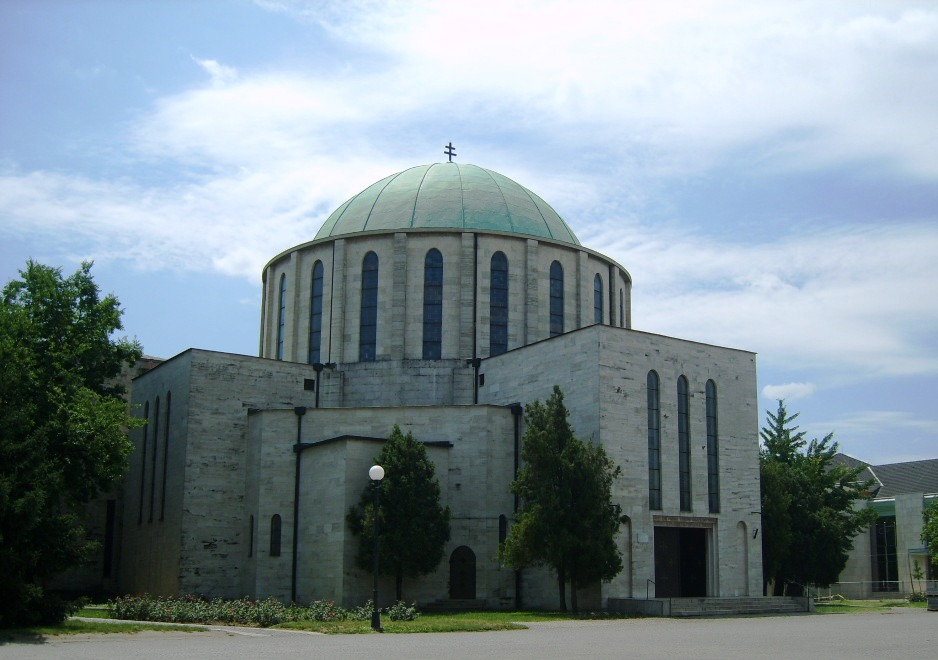
Mohácsi Fogadalmi templom 1929-40
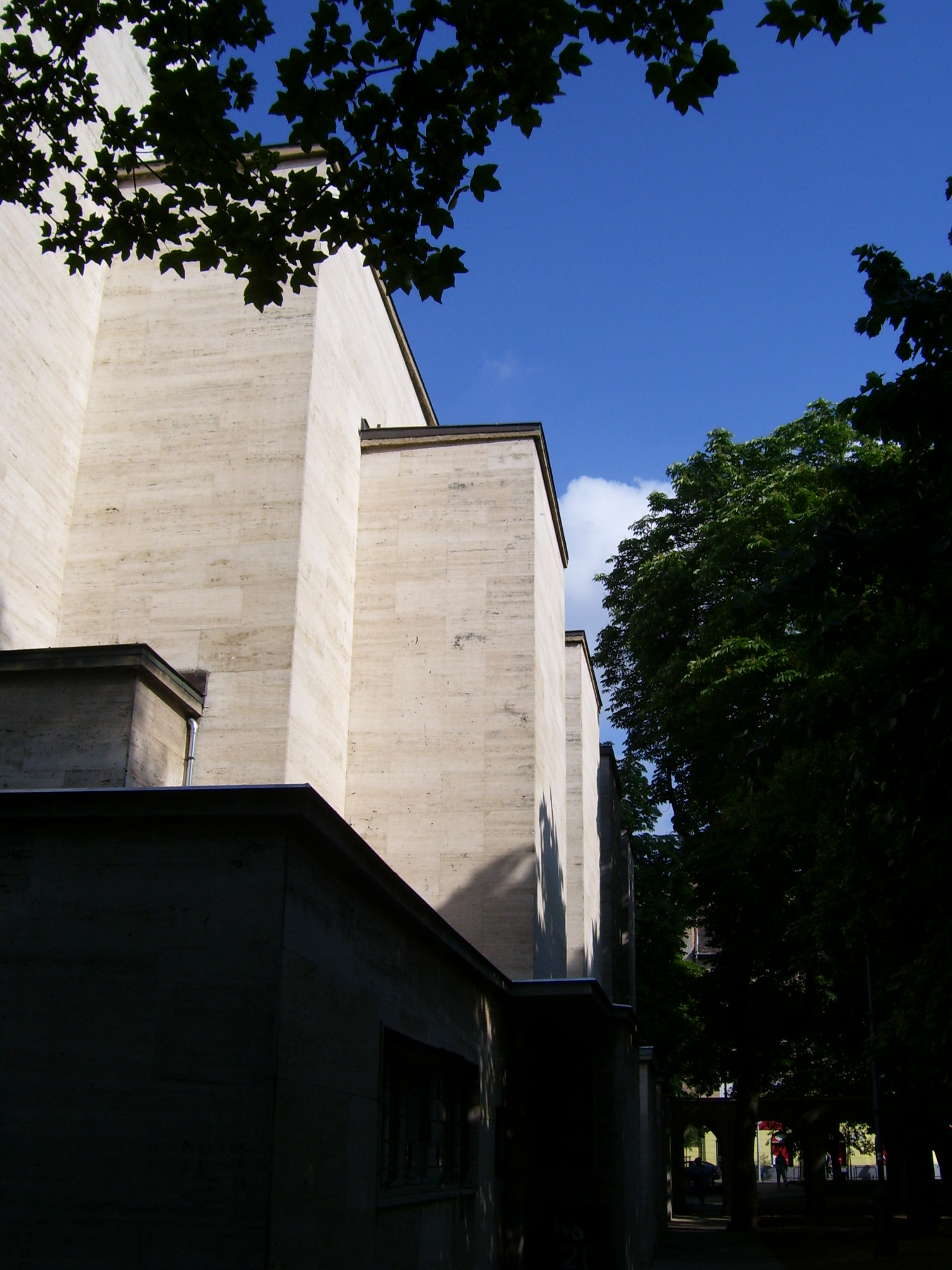
Városmajori Jézus szíve plébánia 1931-33
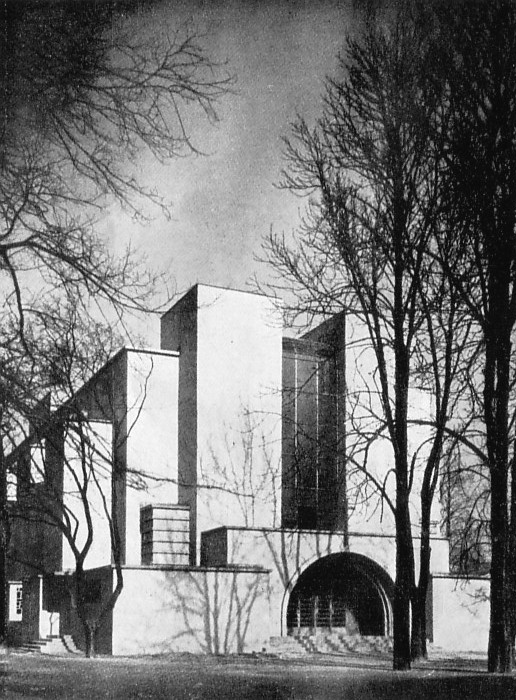
Városmajori Jézus-szíve plébánia 1931-33
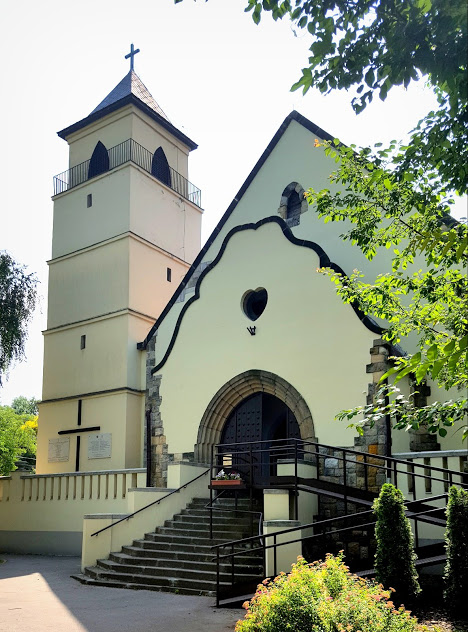
Kőbányai lengyel nemzetiségi templom, Budapest, X. Óhegy u. 11.

- Fasori református templom belső kép[halott link] Fasori református templom belső részletek[halott link] Fasori református templom belső részletek[halott link]
- Fasori református templom belső kép[halott link] Fasori református templom Ólomüvegablak[halott link] Fasori református templom Ólomüvegablak[halott link]